# フェアリー ファイアフライ
ファイアフライ
飛行するファイアフライ FR Mk.IV試作機
Z2118号機 (1944年撮影)
- 用途：戦闘機、戦闘偵察機、夜間戦闘機、対潜哨戒機、練習機
- 分類：艦上戦闘機
- 設計者：H・M・チャップリン
- 製造者：フェアリー・エイヴィエーション社
- 運用者

  -  イギリス海軍航空隊
  -  オーストラリア
  -  アメリカ海軍
  -  オランダ他
- 初飛行：1941年12月22日
- 生産数：1,702機
- 生産開始：1942年8月26日
- 運用開始：1943年3月4日
- 退役：1956年（イギリス海軍）
- 運用状況：退役

ファイアフライ（Fairey Firefly ）は、イギリスのフェアリー社が開発し、イギリス海軍の艦隊航空隊などで運用された複座艦上戦闘機。フェアリー社のフルマー戦闘機の後継機として開発された。
愛称の「ファイアフライ (Firefly)」は、ホタルの意。

## 概要
イギリス海軍は仕様書N.5/40を発行したが、この内容は艦上複座戦闘機を開発するというものであった。当時イギリス海軍は何もない洋上で安全に行動、帰艦するためには操縦士の他に航法士の乗機した複座であるべきとして、戦闘機においても複座に重点を置いていた。しかし、日米の戦闘機は単座でありながらも問題なく洋上航法をこなして行動できていた上、複座であることは重量の面からも単座戦闘機に対して明らかに不利であり、実際にフルマーは近代的な単座戦闘機に敗北を喫している。
この仕様に基づき、フェアリー社のH・M・チャップリン率いる設計チームが開発したのがファイアフライである。エンジンはロールスロイス・グリフォンIIBエンジン(1730hp)が使用されることとなった。この機体は、戦闘機としては当時かなりの大型機であったフルマーよりもさらに重く、自重ではおよそ400kg、全備重量になると1.5tほども重たかった。この自重4,254kgは空軍戦闘機であるスピットファイア（Mk.V型）のおよそ倍、全備重量6,359kgは重量過多で悩まされたバラクーダ爆撃機の全備重量とほぼ同じ数値である。
しかし、フルマー以上に空力的に洗練された機体形状、フルマーMK IIよりも出力が400hp程度上昇したエンジンにより、最高速度はフルマーMk II型よりも60kmほど上昇している。また航法兼通信士が座る後部座席は密閉型となっており、後部座席が機銃座を兼ねることが多い単発複座機において、この機体の外見的特徴となっている。フラップには新たに特許を得たヤングマン式（フェアリー・ヤングマン式とも）と呼ばれるフラップを採用、低速下での高揚力を実現、空母への高い着艦性能を保有することに成功している。
1941年6月にはすでに200機の発注を得て、9月にはさらに100機もの追加発注をされたこの機体の試作機は、1番機が1941年12月22日に飛行、2番機は1942年6月4日、3番機は同年8月26日に初飛行した。1942年6月にはさらに300機の発注がなされた。そして1942年8月26日に生産が開始し、その後1943年3月4日に最初の生産型であるF.Mk I型がイギリス海軍ヨービルトン航空基地に引き渡された。ただし実戦配備は引き渡されてからしばらく後であり、10月になって第1770飛行隊の結成とともに配備されたのが初の実戦部隊配備となる。そして実戦参加はそれよりも10ヶ月ほど遅い1944年10月であり、空母インディファティガブルに同航空隊が配備されてからであった。
ファイアフライの初期の任務は主にドイツ占領下にあったノルウェー沿岸における武装偵察および該当海域での敵船舶攻撃であった。また、1944年8月24日に行われたティルピッツ攻撃では攻撃隊の護衛任務を行っている。なお、この護衛は第1770飛行隊が行っている。
ドイツとの戦いが一段落した1945年には太平洋に進出（ティルピッツ攻撃に参加した第1770飛行隊も同様に太平洋に進出している）、イギリス太平洋艦隊のほかの艦隊とともに日本軍が占領したオランダ領東インドの製油所や飛行場攻撃に従事、1945年7月には東京上空に進出した。これは第2次世界大戦におけるイギリス軍用機としては初の日本本土上空進出であるとされる。

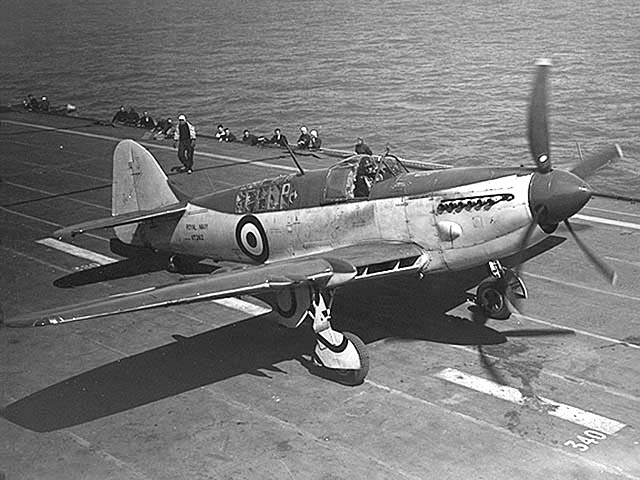
カナダ海軍所属のファイアフライ

戦後になると、ファイアフライはイギリス海軍をはじめカナダやオーストラリアでも使用されており、カナダ海軍は65機のAS.Mk 5型を1946年から1956年まで使用していた。オーストラリアはAS.Mk5型等各型を運用し、空母シドニー艦載機や、ナウラ近郊に位置するアルバトロス空軍基地において使用した。英連邦以外ではオランダが使用しており、1946年1月18日から6月20日までに30機のF.Mk I型をイギリスから受け取り、その半分は独立戦争の緊張化にあるオランダ領東インドに配備された。ファイアフライは朝鮮戦争でも使用されたが、イギリス本国では1956年にガネットと交換され、前線任務から退いた。なお、その生産数の多さから、現在でも稼働機が複数存在している。

## 生産型

### 戦中配備型
ファイアフライは、（総生産数が100機程度の機体も多い）同時代のイギリス海軍戦闘機の単一生産数としてはかなりの生産数を誇っており、戦中、戦後あわせて1,702機とされる。そのため派生型も多く、かなりの種類が存在する。ただし、ファイアフライが生産された1943年頃になると、イギリス海軍も複座戦闘機の戦闘機としての限界は認識しており、偵察戦闘、もしくは戦闘攻撃任務（後の対潜哨戒に近い任務を持っている）が主となった。
第二次大戦で使用された主要な型であるMk.I型についても、後期生産型はアメリカ製ASH対水上艦船レーダーを搭載したFR型であった（FRはFighter Reconnaissanceの頭文字でそのまま戦闘偵察機の意）。このFR.Mk I型は376機製造されており、前期生産型に当たるF型の429機とあわせて、MK I型のみで全生産数の半分近くを占める。
このほかMk IにはF.Mk I型をFR.Mk Iの仕様（ASH対水上艦船レーダー装備）に改修したF.Mk IA型、そしてFR.MK I型の通信機を別種に交換、シュラウド付きの排気管を取り付けるといった改修をほどこした夜間戦闘機型のNF.MK I型が存在する（この改修は140機ほどが行ったとされる）。また、Al.Mk Xレーダーを装備した夜間戦闘機タイプのNF.Mk II型が37機生産されたとされる。これらの型は、エンジン換装や形状の大幅な変更が無く、MK I型の派生型と呼ぶことができる。

### 戦後配備型
その後、エンジンをグリフォン61エンジンに換装し、機首にラジエーターを取り付けた戦闘機仕様のF.Mk III型が開発され、プロトタイプが1943年4月18日に飛行したが生産されなかった（一説には機首ラジエーターに問題があったともいう）。それに続き、エンジンにグリフォンエンジンの70番台を使用し（このエンジンは翼の付け根にラジエーターが付く形であった）、翼の形状を変え、レドームを右翼に、追加燃料タンクを左翼に配置したタイプが提案された。グリフォン72エンジン(2,330hp)に換装したMk IIIと、グリフォン74エンジン(2,245hp)に換装した3機のMk I型が44年から45年にわたってテストされたが、結局後者のグリフォン74エンジンを搭載し、提案された改良を施したF.Mk IV型が生産されることになった。1945年5月25日から生産が始まったが、結局終戦までには配備されず、配備が始まったのは戦後である。また、Mk IV型には戦闘機型のF.Mk IV型のほかに、左翼の燃料タンクをASHレーダーに換装したFR.Mk IV型が存在する。この型はあわせて160機生産された。
Mk 5型（この型からは初飛行が戦後のため、通例としてアラビア数字表記になる）は、基本はMk IV型と同様の型であるが、内部的な改良が行われていたとされる。1947年12月に初飛行したこの型は派生型を含めて全352機製造され、FR.Mk 5型、NF.Mk 5型といった派生型が存在する。もうひとつ派生型として、AS.Mk 5型が存在する。これは対潜装備型（ASはanti submarineの略）であるが、装備はアメリカ製である。なお、イギリス製装備を装備した型はAS.Mk 6型と呼ばれ、こちらは1949年3月に初飛行し133機が生産されたとされる。
1951年10月にはグリフォン59エンジンに換装したAS.Mk7が初飛行した。この機体の特徴として機首ラジエーターがあり、これはMkIII型の構造が復活したことになる。機首ラジエーターはMkIIIのときに問題があったとされ、MkIVでは翼の付け根に移動されていた。ただし、AS型として生産されたのはほんのわずかであり、総生産数151機のほとんどはT.Mk 7型として生産された。Tはtrainingの頭文字であり、練習機タイプである。

### 非戦闘型
Mk 7型は151機のほとんどがT型として生産されたが、Mk 7系列にはこのほかにU.Mk 8型がある。これはT.Mk 7型を改修した無人標的機であり、34機がこの型に改修されたといわれる。またMk.5に同様の改修を施したU.Mk 9型が存在し、40機がこれに改修された。練習機タイプはもっとも多くが練習機になったMk 7型のほかに、各型に練習機タイプが存在している。
Mk.I型は戦後にF.Mk I型を改修したT.Mk 1型（非武装。操縦練習機）とT.Mk 2型（武装つき。戦闘訓練機）、T.Mk 3型（対潜戦闘訓練機）が存在する。ほかには標的曳航機に改修したTT.Mk 1型が存在している。なお、これら練習機型は実戦機型と形状が異なっており、後部座席が一段高くなった構造となっている。
またMk IV型からも標的曳航型のTT.Mk 4に改修されたものが存在している。Mk 5型には、練習機タイプのT.Mk 5および標的曳航機のTT.Mk 5型とTT.Mk 6型があり、これらはいずれもオーストラリアで改修されている。なお、TT.Mk 4 5 6 型はいずれも少数が改修されたのみである。以上の型をまとめると以下のようになる。

### 生産型一覧
F.Mk I
初期生産型。429機生産。
F.Mk IA
F.Mk I型をFR.Mk I型に準ずる形に改修した型。
T.Mk 1
操縦練習機。F.Mk Iを改修
T.Mk 2
戦闘訓練機。F.Mk Iを改修
T.Mk 3
対潜戦闘訓練機。F.Mk Iを改修
TT.Mk 1
標的曳航機。F.Mk Iを改修
FR.Mk I
後期生産型。ASHレーダー装備。376機製造。
NF.Mk I
FR.Mk I型に改修をほどこした夜間戦闘機型。140機程度が改修。
NF.Mk II
Al.Mk Xレーダー装備の型。37機が製造。
F.Mk III
グリフォン61エンジンを装備した型。原型1機のみで生産されず。
F.Mk IV
グリフォン74エンジンに換装し各所を改良した型。
TT.Mk 4
F.Mk IV型を改修した標的曳航機
FR.Mk IV
F.Mk IVの左翼燃料タンクをASHレーダーに換装した型。F.Mk IV型とあわせて160機が生産
Mk 5
戦後生産型。内部的改良が施されている
FR.Mk 5
Mk.5の偵察戦闘機型。
NF.Mk 5
Mk.5の夜間戦闘機型。
AS.Mk 5
対潜装備型。ソノブイなどはアメリカ製を装備。Mk.5型すべてで352機生産
T.Mk 5
オーストラリアで改修されたAS.Mk 5。練習機型
TT.Mk 5
オーストラリアで改修されたAS.Mk 5。標的曳航機型
TT.Mk 6
オーストラリアで改修されたAS.Mk 5。標的曳航機型
U.Mk 9
AS.Mk 5型改修の無人標的機。40機が改修された
AS.Mk 6
基本はAS.Mk 5型に準拠するが、装備はイギリス製。133機生産
AS.Mk 7
エンジンを換装した型。この型としての生産数はわずかでほとんどは練習機として生産されている
T.Mk 7
AS.Mk 7の練習機型。Mk 7型151機のほとんどはこちらとして生産。
U.Mk 8
T.Mk 7型を改修した無人標的機型。34機が改修された。

## スペック (Mk. I)
諸元
- 乗員: 2名
- 全長: 11.64 m （37 ft 7 in）
- 全高: 4.14 m （13 ft 7 in）

- 空虚重量: 4,254 kg （9,460 lb）
- 最大離陸重量: 6,359 kg （14,020 lb）

性能
- 最大速度: 509 km/h (4,300m) （316 m/h (14,000 ft)）
- 航続距離: 増槽つきで1,722 km （1,070 miles）
- 実用上昇限度: 8,530 m （28,000 ft）

武装

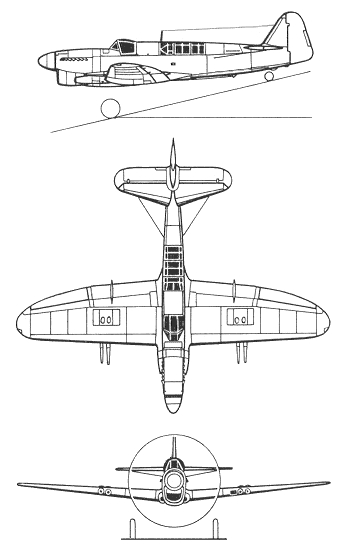
Mk.I 三面図

- * 固定武装：イスパノ・スイザ HS.404 20mm 機関砲 4挺
- 搭載量：1,000 lb爆弾 2発 もしくは 60lb ロケット弾 8発

## 現存する機体
| 型名            | 番号                  | 機体写真 | 所在地                                  | 所有者                                           | 公開状況 | 状態     | 備考 |
| --------------- | --------------------- | -------- | --------------------------------------- | ------------------------------------------------ | -------- | -------- | --- |
| TT Mk.1         | Z2033 F.5607          |          | イギリス サマセット州                   | 海軍航空博物館                                   | 公開     | 静態展示 | [ 2 ] [ 3 ] |
| F Mk.1 TT Mk.1  | DT989 F.6081          |          | イギリス ケンブリッジシャー州           | ダックスフォード帝国戦争博物館                   | 公開     | 保管中   | |
| TT Mk.1         | PP392 F.6121          | [ 5 ]    | デンマーク 中央ユラン地域               | デンマークス飛行博物館                           | 公開     | 静態展示 | [ 7 ] |
| FR Mk.1         | PP462 F.6191          |          | カナダ ノヴァスコシア州                 | シアウォーター航空博物館                         | 公開     | 修復中   | [ 9 ] |
| FR Mk.1         | MB410 J4-11/94 F.7402 |          | タイ バンコク                           | タイ王国空軍博物館                               | 公開     | 静態展示 | |
| FR Mk.1         | DK545 F.7776          |          | カナダ オンタリオ州                     | カナダ航空宇宙博物館 (オタワ)                    | 公開     | 静態展示 | [ 12 ] |
| TT Mk.1         | INS-112               |          | インド ゴア州                           | 海軍航空博物館                                   | 公開     | 静態展示 | インドが輸入した10機のうち唯一現存するもの。主翼より前の胴体とプロペラ等機首部、主脚、垂直尾翼は再度製造されたもののため、レプリカと受け取られる場合もある。               |
| FR Mk.4 TT Mk.4 | VH127 F.8026          |          | イギリス サマセット州                   | 海軍航空博物館                                   | 公開     | 静態展示 | [ 16 ] |
| AS Mk.5         | VX388 F.8420          | [ 17 ]   | オーストラリア ニューサウスウェールズ州 | カムデン・ミュージアム・オヴ・エイヴィエーション | 非公開   | 静態展示 | |
| AS Mk.5         | WB518 F.8646          |          | アメリカ カリフォルニア州               | プラチナム・ファイター・セールス                 | 公開     | 飛行可能 | 最初に生産された10機のMk.6のひとつ。1991年に不時着したWD828号機と前部胴体を交換し、WD828の機首を修復して取り付けたことで、飛行可能状態となった。左記施設で販売されている。 |
| AS Mk.6         | WD826 F.8654          | [ 21 ]   | オーストラリア ニューサウスウェールズ州 | 海軍航空博物館                                   | 公開     | 静態展示 | [ 23 ] |
| AS Mk.6         | WD827 F.8655          | [ 24 ]   | オーストラリア ヴィクトリア州           | オーストラリア国立航空博物館                     | 公開     | 静態展示 | [ 26 ] |
| AS Mk.6 TT Mk.6 | WD828 F.8656          |          | オーストラリア ニューサウスウェールズ州 | グリフィス・リーグス・クラブ                     | 公開     | 静態展示 | 1991年に不時着したのち、WB518号機の前部胴体を使用して修復され、以降は静態展示状態となった。                                                                                |
| AS Mk.6         | WH632 F.8755          |          | カナダ オンタリオ州                     | カナダ軍用機遺産博物館                           | 公開     | 飛行可能 | [ 29 ] |
| AS Mk.6         | WJ109 F.8813          |          | オーストラリア 首都特別地域             | オーストラリア戦争記念館トレロア資材センター     | 非公開   | 保管中   | 公開される場合もある。かつては海軍航空博物館にあった。 |

- AS Mk.5/VT409、AS Mk.6/WD889は2010年に閉館したイギリス空軍ミロム航空軍事博物館が未修復状態で所有していた。現在の詳細は不明。
- 前述したようにファイアフライは、現在でも機体が複数存在する。またそのうち飛行可能な機体も現存している。ダックスフォード帝国戦争博物館では、2003年7月12日に同地のエアショーで曲芸飛行をしていたAS.Mk 5型ファイアフライ(WB271)が墜落、搭乗していたパイロット2名が死亡している。